# مينسينرأوخ

موقع مينسينرأوخ داخل الجزيرة الفريزية الشرقية

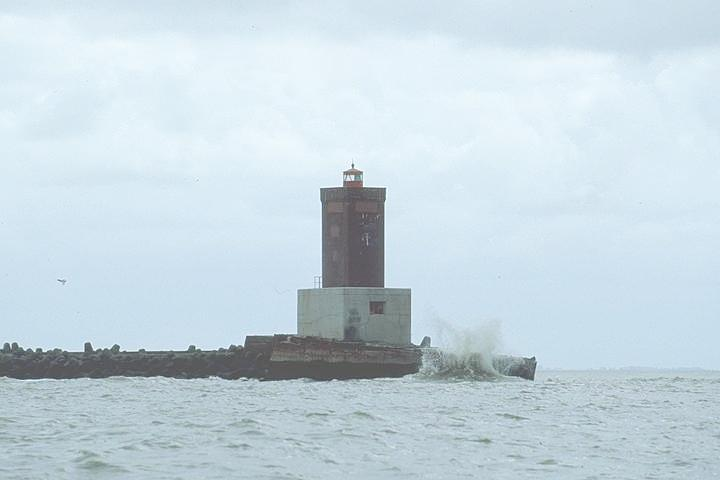
منارة في الشمال

مينسينرأوخ هي جزيرة من الجزر الفريزية الشرقية غير المأهولة التي تنتمي إلى أبرشية فانجر أوخه في شمال الضاحية الألمانية Friesland بولاية سكسونيا السفلى. تم توسعتها من خلال بناء مصد الأمواج.